# Пітер Голмберґ
Пітер Голмберґ (англ. Peter Holmberg, 4 жовтня 1960) — американський яхтсмен.
Срібний призер Олімпійських Ігор 1988 року в класі Фінн, учасник 1984 року.